# Scipione Ronchetti
Scipione Ronchetti (Porto Valtravaglia, 10 ottobre 1846 – Milano, 30 novembre 1918) è stato un politico italiano.

## Biografia
Scipione Ronchetti è stato un importante politico italiano.
Si laureò in Giurisprudenza all'Università degli Studi di Pavia come ospite dell'Almo Collegio Borromeo.
Il 4 gennaio 1877 fu iniziato in Massoneria nella Loggia La Ragione di Milano, e il 23 novembre 1878 divenne Maestro massone.
Venne eletto consigliere comunale ed assessore di Milano e in seguito deputato per il Collegio di Pizzighettone, di Cremona e di Milano per tre legislature, nelle file del Partito democratico. Nel 1890 entrò alla Camera per il Collegio di Gallarate e vi rimase fino alla morte.
Dapprima Sottosegretario alla Giustizia, all'Istruzione e all'Interno, in seguito è stato Ministro di grazia e giustizia dal 1903 al 1905, sotto i governi Giolitti e Tittoni, dando il nome alle due leggi per la condanna condizionale e per il divieto di porto del coltello.